# Peder Terpager
Peder Terpager, född 22 maj 1654, död den 5 januari 1738, var en dansk historiker, far till Lars Terpager. 
Terpeger blev efter filosofiska och teologiska studier 1676 konrektor vid skolan i Ribe. 
Från 1687 var han genom 50 år lektor vid Ribe domkyrka och sognepræst i Vester Vedsted. 
Han utvecklade en litterär verksamhet, mest på latin, och skrev särskilt Ribe stads historia, Ripæ Cimbricæ, som utkom 1736.